# 蒼波黎也
蒼波黎也（日语：／，10月23日—），寶塚歌劇團雪組男役。暱稱、，神奈川縣橫濱市人，曾就讀於神奈川縣立神奈川綜合高等學校，身高175公分。

## 簡介
- 2018年，進入寶塚歌劇團，104期生[3]。同期生有天城れいん(現花組男役)、御劍海(現星組男役)、美羽愛(現花組娘役)、きよら羽龍(現月組娘役)[3]。初次登台表演是星組公演『ANOTHER WORLD(另一個世界)』[3][4][5][6]，之後被分到雪組[3]。
- 2024年，第一次擔任新人公演主角，劇目是『ベルサイユのばら-フェルゼン編-(凡爾賽玫瑰-菲爾遜篇)』[7][8][9]。

## 寶塚歌劇團時期

### 初舞台
- 2018年4月 寶塚大劇場 星組公演『ANOTHER WORLD(另一個世界)』『Killer Rouge（キラー ルージュ）(深紅殺手)』[3][4][5][6]

### 雪組時期
- 2018年11月-2019年2月 『ファントム(歌劇魅影)』新人公演 飾演:ポリニー(波里尼)(正式公演:陽向春輝)[10]
- 2019年3-4月 寶塚Bow Hall 『PR×PRince』[3][11]
- 2019年5-9月 『壬生義士伝(壬生義士傳，改編淺田次郎原作同名小說)』新人公演 飾演:伊東甲子太郎(正式公演:煌羽レオ)『Music Revolution!(音樂革命)』[12]
- 2019年10-11月 『はばたけ黄金の翼よ(展開金色的翅膀啊，改編粕谷紀子原作漫畫「風のゆくえ」)』『Music Revolution!(音樂革命)』[3][13]※全國巡迴公演
- 2020年1-2月 寶塚大劇場 『ONCE UPON A TIME IN AMERICA（ワンス アポン ア タイム イン アメリカ）(四海兄弟)』新人公演 飾演:アシモフ(艾西莫夫)(正式公演:天月翼）[14]
- 2020年2-3月 東京寶塚劇場 『ONCE UPON A TIME IN AMERICA（ワンス アポン ア タイム イン アメリカ）(四海兄弟)』[14]
- 2020年9-10月 『NOW! ZOOM ME!!』[15]※望海風斗live表演
- 2021年1-4月 『fff-フォルティッシッシモ-(fff－Fortississimo-歡聲高唱)』『シルクロード〜盗賊と宝石〜(絲路～盜賊與寶石～)』[16]
- 2021年5-6月 寶塚Bow Hall、KAAT神奈川藝術劇場『ほんものの魔法使(真正的魔法師，改編保羅·葛里克原作小說「The man who was magic」)』飾演:ラージャ・パンジャブ(拉賈·旁遮普)[3][17]
- 2021年8-11月 『CITY HUNTER(城市獵人，改編北条司原作同名漫畫)』 新人公演 飾演:北尾裕貴(正式公演:眞ノ宮るい)『Fire Fever!(火焰狂熱)』[18]
- 2022年1月 寶塚Bow Hall『Sweet Little Rock 'n' Roll』飾演:アンディ(安迪)[3][19]
- 2022年3-6月 『夢介千両みやげ(夢介千兩冤大頭)』新人公演 飾演：一つ目の御前(獨眼龍御前)(正式公演:真那春人)『Sensational!』[20]
- 2022年7-8月 梅田藝術劇場、日本青年館『心中・恋の大和路(改編近松門左衛門創作人形淨琉璃「冥徒の飛腳」)』飾演:甚内[3][21]
- 2022年10-12月『蒼穹の昴(蒼穹之昴，改編淺田次郎原作同名小說)』 新人公演 飾演:王逸(正式公演:一禾あお)[22]
- 2023年2-3月 御園座 『BONNIE & CLYDE(邦妮和克萊德)』飾演:エディ(艾迪)[3][23]
- 2023年4-7月『Lilac（ライラック）の夢路(紫丁香的夢路)』新人公演 飾演:アイヒタール(艾希塔爾)(正式公演:諏訪さき)『ジュエル・ド・パリ!!(Jewel de Paris!!)(巴黎的寶石)』[24]
- 2023年8-9月『愛するには短すぎる(愛苦短)』飾演:ビリー(比利)『ジュエル・ド・パリ!!(Jewel de Paris!!)(巴黎的寶石)』[25]※全國巡迴公演
- 2023年12月 寶塚大劇場『ボイルド・ドイル・オンザ・トイル・トレイル(沸騰的道爾踏上艱辛之路)』飾演:シャーロック・ホームズ005・阿片窟の男(夏洛克·福爾摩斯005:鴉片館的男人)『FROZEN HOLIDAY（フローズン・ホリデイ）(冰雪假期)』[26][27][28]※寶塚大劇場新人公演取消
- 2024年1-2月  東京寶塚劇場 『ボイルド・ドイル・オンザ・トイル・トレイル(沸騰的道爾踏上艱辛之路)』飾演:シャーロック・ホームズ005・阿片窟の男(夏洛克·福爾摩斯005:鴉片館的男人) 新人公演 飾演：ウィリアム・ブート(威廉·布特)(正式公演:諏訪さき)『FROZEN HOLIDAY（フローズン・ホリデイ）(冰雪假期)』[28][29]
- 2024年4-5月 寶塚Bow Hall 『39 Steps(國防大機密，改編自約翰·布肯原作同名小說)』飾演:手下[30]
- 2024年7-10月『ベルサイユのばら-フェルゼン編-(凡爾賽玫瑰-菲爾遜篇)』飾演:近衛兵ジャン(近衛隊士兵讓) 新人公演 飾演：ハンス・アクセル・フォン・フェルゼン(漢斯·亞克塞爾·馮·菲爾遜)(正式公演:彩風咲奈)[7][8][9][31]＊第一次擔任新人公演主角
- 2024年12月-2025年1月 梅田藝術劇場、KAAT神奈川藝術劇場『FORMOSA!!（フォルモサ）(福爾摩沙)』飾演: エドモンド・ハレー(愛德蒙·哈雷)[32]
- 2025年3-6月 『ROBIN THE HERO(罗宾汉)』飾演: ハリー・クロフォード(哈利·克勞福德) 新人公演 飾演:リトル・ジョン(小約翰)(正式公演:真那春人)『オーヴァチュア!(序曲)』[33][34]
- 2025年8-9月 御園座 『An American in Paris（パリのアメリカ人）(花都舞影，改編同名好萊塢電影)』飾演:ズルトフラフスキー（Z先生）[35]
- 2025年11月-2026年2月『ボー・ブランメル～美しすぎた男～(美男布魯梅爾)』『Prayer～祈り～(祈禱)』

## 外部連結
- 寶塚官網蒼波黎也簡介（页面存档备份，存于）
- 東京都會電視台網站蒼波黎也簡介宝塚カフェブレイク登場人物蒼波黎也，存档于Archive.today（存檔日期 20250422）